# Concile de Constantinople (1872)
Le Concile de Constantinople est un concile pan-orthodoxe tenu à Constantinople entre le 29 août 1872 et le 16 septembre 1872 en réaction au schisme d'une partie de la hiérarchie ecclésiastique bulgare. La totalité des patriarches orthodoxes de l'époque y participe. Le concile lance l'anathème sur le phylétisme, c'est-à-dire l'idée que les juridictions ecclésiastiques doivent être tracées sur des lignes qui ne soient plus territoriales mais nationales. Il condamne aussi le racisme.
Si le concile fait autorité au sein de toute l'Église orthodoxe, il ne parvient pas à empêcher le développement du phylétisme dans les faits, en particulier au XXe siècle. 

## Histoire

### Contexte

#### Aspects généraux et premiers troubles
Au cours du XIXe siècle, l'Empire ottoman est fragilisé, notamment par l'indépendance de la Grèce. En 1856, l'Empire ottoman tente d'instaurer des réformes dans son système de gouvernance. Pendant les Tanzimat, le sultan ottoman donne au patriarche œcuménique de Constantinople le rôle officiel de représenter le millet des Rums. Cela provoque une crise au sein du patriarcat œcuménique car les contestataires qui s'opposent à l'Empire ottoman et à l'état de la situation au sein du millet des Rums peuvent à présent considérer le patriarche et le patriarcat comme directement responsables de la situation, puisqu'il devient leur représentant officiel.  
En particulier, les nationalistes Bulgares sont très opposés à la situation au sein du patriarcat, où l'immense majorité des évêchés sont tenus par des Grecs, notamment en Bulgarie, ils sont aussi en conflit avec les Grecs pour des questions financières au sujet du paiement de dettes au sultan ottoman. Entre 1858 et 1860, l'assemblée nationale grecque se réunit pour essayer de traiter certains des points de contentieux qui touchent au millet des Rums mais cela n'aboutit pas.    

#### Conflit et schisme
Après avoir vu ses demandes refusées, le métropolite Hilarion de Makariopol décide d'entrer en schisme ; il cesse de commémorer le patriarche de Constantinople lors de la fête de Pâques 1860,. Jusqu'à ce point, il est l'évêque que le patriarcat a mis en place à Constantinople dans une de ses paroisses de langue bulgare. Il se « présente comme le chef d'une église bulgare créée de fait » et est rapidement déposé par le patriarche Joachim II. Deux des évêques bulgares l'ayant suivi sont aussi déposés, Païssy de Plovdiv et Auxence de Durrës.
Entre 1860 et 1866, de nombreuses négociations sont lancées entre les deux parties ; elles n'aboutissent à rien. De plus, l'arrivée du nouvel ambassadeur russe, Ignatiev, complique encore davantage la question. Cette indépendance est aussi soutenue par le grand-vizir de l'Empire ottoman, Ali Pacha Rizvanbegović.
En réalité, l'intervention d'acteurs politiques extérieurs déplaît fortement au patriarcat de Constantinople, qui préférerait que la question soit réglée dans un cadre orthodoxe et le patriarche songe à réunir un concile oecuménique pour traiter de la question bulgare. En 1868, Ali Pacha encourage les évêques bulgares à faire sécession du patriarcat ; trois d'entre eux rejoignent les évêques déjà déposés et d'autres évêques ayant rejoint l'Église bulgare  schismatique entre temps.
En 1872, le Saint-Synode du patriarcat décide de présenter une dernière tentative pour sortir de la crise, en proposant la création d'un exarchat bulgare. Cependant, le texte prévoit une autonomie politique pour les Bulgares, ce qui déplaît à l'Empire ottoman, qui interdit donc la proposition. Les évêques bulgares frondeurs décident alors d'élire leur propre exarche, Anthème de Vidin,.  

### Concile
Pour faire face à cette situation, Anthème VI de Constantinople décide de rassembler un concile réunissant les autres patriarcats orthodoxes. Le concile se tient dans la cathédrale saint Georges de Constantinople entre le 29 août 1872 et le 16 septembre 1872. En plus des patriarches d'Alexandrie, d'Antioche et Jérusalem, l'archevêque de Chypre se déplace et le concile est rejoint par vingt-cinq métropolites et évêques, dont deux anciens patriarches de Constantinople,. La position d'opposition à l'Église bulgare et au phylétisme gagne rapidement la majorité des évêques et des participants,. Cependant, le patriarche Cyrille II de Jérusalem s'enfuit à la fin de la première session, car il ne désire pas entrer en conflit avec les intérêts russes, entre autres car il possède de vastes terres dans l'Empire russe,.
Après les débats, le concile choisit de condamner complètement le schisme Bulgare,,. Pour le concile, les évêques frondeurs sont tenants d'une nouvelle hérésie au sein de l'Église orthodoxe, le phylétisme, c'est-à-dire le nationalisme appliqué à l'intérieur de l'Église orthodoxe. En particulier, le fait que les évêques en schisme aient essayé de créer des hiérarchies ecclésiastiques parallèles exclusivement destinées aux Bulgares, alors que des évêques orthodoxes sont déjà présents sur place, comme à Constantinople, gêne énormément le concile, qui y voit une rupture du droit canonique orthodoxe,,, et une hérésie ecclésiologique,. L'idée générale du phylétisme est que les juridictions ecclésiastiques doivent être tracées sur des lignes qui ne soient plus territoriales mais nationales,,. Le concile déclare, dans sa proclamation de foi (oros),,:

« [Alors,] L’égoïsme ethnique qui se développera dans chacune des Églises « nationales » étouffera tellement les sentiments religieux qu’il sera difficilement permis à l’une de ces Églises de veiller à l’autre et de coopérer avec elle comme le demande le devoir chrétien […] et le dogme de l’Église « une, sainte, catholique et apostolique » reçoit un coup mortel. […]
Nous réprimons, nous blâmons et nous condamnons le phylétisme, c.-à-d. les distinctions de races, les querelles, l’émulation et les divisions nationales dans l’Église de Jésus-Christ, comme opposé à la doctrine de l’Évangile et aux canons sacrés de nos bienheureux pères qui soutiennent la Sainte Église, et maintiennent en bon ordre la communauté chrétienne qu’ils dirigent dans la voie de la divine piété. II. Nous déclarons, d’accord avec les canons sacrés, étrangers à l’Église une, sainte, catholique et apostolique, réellement schismatiques tous ceux qui admettent ce phylétisme et qui osent fonder sur ce principe des conciliabules phylétiques nouveaux. Par conséquent nous déclarons schismatiques et étrangers à l’église orthodoxe du Christ tous ceux qui se sont séparés eux-mêmes de l’Église orthodoxe, qui ont dressé un autel particulier et qui ont formé un conciliabule phylétique ; c.-à-d. [les prélats dont les noms suivent] »

Le concile considère que le phylétisme et le racisme sont des « agrégations raciales », des « nouvelles gloires » et des « corruptions modernes ». Le racisme est ainsi aussi visé et condamné par le concile,,,,,.

### Suites
Bien que le schisme subsiste, après ce concile, la position des évêques frondeurs et de leur Église est compliquée. Malgré le fait qu'ils parviennent à obtenir leur indépendance, ils restent séparés des autres Églises orthodoxes pendant 70 ans. En 1945, un accord est trouvé entre le patriarcat de Constantinople et l'exarchat de Bulgarie pour résoudre l'affaire et réintégrer les Bulgares au sein de l'Église orthodoxe,.   

## Postérité
Le concile est reconnu comme faisant autorité au sein de toute l'Église orthodoxe,,. 
Cependant, de nombreuses Églises orthodoxes développent des attitudes qui peuvent être qualifiées de phylétistes au XXe siècle,,, particulièrement l'Église russe, et l'Église géorgienne, mais pas exclusivement,. Le concile est utilisé au sein de l'Église orthodoxe dans le cadre des polémiques touchant à l'idéologie du Monde russe, comme dans la déclaration de Volos, ou lors du Concile panorthodoxe,,. 
Le phylétisme est généralement considéré comme ayant augmenté au long du XXe siècle malgré la condamnation du concile,,, en particulier dans le cadre de la gestion ecclésiastique des orthodoxes en diaspora,.